# Parlamentaris Internacionals per a Papua Occidental

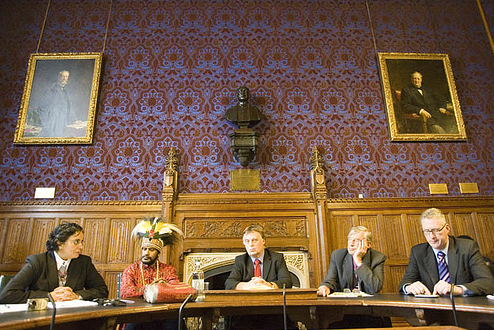
Presentació dels PIPO al Palau de Westminster, Londres, octubre de 2008

Els Parlamentaris Internacionals per a Papua Occidental (PIPO) (en anglès: International Parliamentarians for West Papua, IPWP) és un grup polític multipartit format per polítics de tot el món que donen suport a l'autodeterminació del poble de Papua Occidental.

## Història
El 15 d'octubre de 2008 el col·lectiu es va presentar al Palau de Westminster, a Londres. Entre els ponents a la presentació hi va haver: Melinda Janki, advocada internacional en drets humans; Andrew Smith i Lembit Öpik, diputats de la Cambra dels Comuns del Regne Unit; Lord Harries i Lord Avebury (membres de la Cambra dels Lords del Regne Unit; Powes Parkop, diputat de Papua Nova Guinea; Benny Wenda, delegat de Papua Occidental; Carcasses Moana Kalosil, diputat de Vanuatu; i Carmel Budiarjo, membre de l'ONG Tapol. El setembre de 2009 es va realitzar un acte de presentació a Port Moresby, Papua Nova Guinea, promogut pel diputat Powes Parkop, i el gener de 2010 un altre al Parlament Europeu de Brussel·les, gràcies a l'eurodiputada Caroline Lucas.
PIPO va ser creat pel defensor de la independència de Papua Occidental a l'exili, Benny Wenda, i està presidit des d'aleshores pel diputat del Partit Laborista britànic Andrew Smith i Lord Harries. Smith és també el president del grup parlamentari de tots els partits per a Papua Occidental. L'objectiu principal de PIPO és desenvolupar suport i consciència parlamentària internacional al moviment independentista de Papua Occidental. PIPO pren com a model un grup similar que va ajudar a liderar el moviment independentista de Timor Oriental.
El 2009, el grup incloïa cinquanta parlamentaris d'Estats com Papua Nova Guinea, Austràlia, Suècia, Nova Zelanda, Vanuatu, la República Txeca i el Regne Unit. El febrer de 2012, el govern australià es va distanciar oficialment d'una reunió del grup que va tenir lloc a Canberra, afirmant que es mantenia «plenament compromès amb la integritat territorial i la unitat nacional d'Indonèsia». A data de 2020, hi ha aproximadament 80 parlamentaris en exercici que figuren com a signants de països dels cinc continents.

## Advocats Internacionals per a Papua Occidental
També es van anunciar plans per a crear un altre organisme anomenat Advocats Internacionals per a Papua Occidental (AIPO), per a treballar en sintonia amb els PIPO i desenvolupar i coordinar el suport dins del sector legal per a l'autodeterminació de Papua Occidental. La presentació d'aquesta nova entitat es va produir l'abril de 2009 a Guaiana, Amèrica del Sud.